# Haggenmacher-palota
A Haggenmacher-palota egy budapesti palotaépület.
A Budapest VI. kerületében az Andrássy út 52. szám alatti palota 1881–1883-ban épült Schmahl Henrik tervei szerint, építtetője Haggenmacher Henrik malomipari nagykereskedő. Lakóház funkciója mellett 1934-től benne működik a Fővárosi Szabó Ervin Könyvtár egyik fiókja is. A 2000-es években a könyvtár kivételével az akkori bérlőket az állam kivásárolta, hogy a műemléki védelem alatt álló házat fel lehessen újítani, ez azóta megtörtént, és 2022 nyara óta Hotel Oktogon Haggenmacher néven szálloda van az épületben.